# 松平頼寿

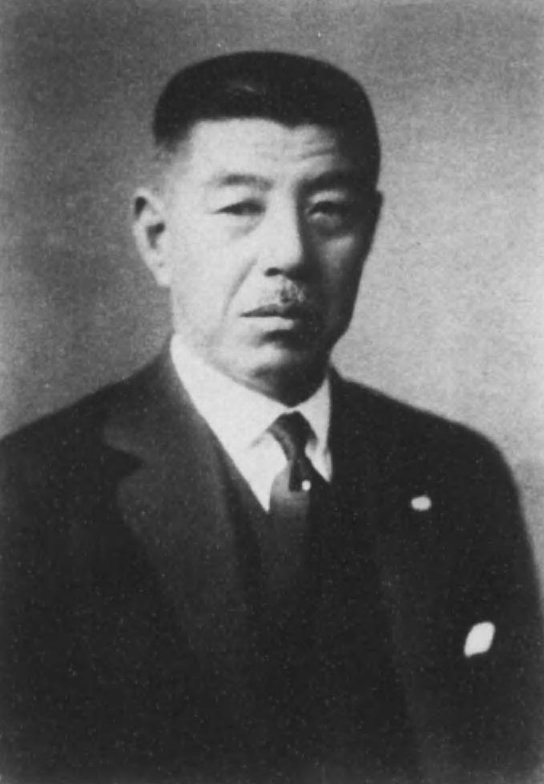
松平頼寿

松平 頼寿（まつだいら よりなが、旧字体：松󠄁平󠄁 賴壽、明治7年（1874年）12月10日 - 昭和19年（1944年）9月13日）は、明治から昭和にかけての政治家。高松松平家第12代当主。旧高松藩主・松平頼聰の八男。
母は正室・千代子（井伊直弼次女）。妻は徳川昭武（旧水戸藩主）の長女・昭子。位階・勲等・爵位は正二位勲一等伯爵。第10・11代貴族院議長、第8・10代大東文化学院総長などを歴任した。

## 経歴
学習院高等科から大隈重信に傾倒し、東京専門学校（現：早稲田大学）邦語法律科卒業後、明治41年（1908年）2月28日に補欠選挙で貴族院伯爵議員に当選し、1911年（明治44年）7月9日まで在任。1914年（大正3年）8月8日、補欠選挙で貴族院議員に再選され、1944年の死去まで在任し30年以上にわたって議員を務めた。会派は扶桑会→甲寅倶楽部→研究会。
また、教育者としても活動し、本郷学園旧制本郷中学校（現：本郷中学校・高等学校）を設立、文武両道のエリート教育を目指す。本郷区教育長も務める。
昭和11年（1936年）の日本競馬会発足に際しては初代理事長を務め、日本の競馬発展に寄与した人物でもあった。
昭和8年（1933年）、貴族院の正副議長は公爵・侯爵が就任するという慣例を破って副議長に就任し、4年後には議長の近衛文麿の内閣総理大臣就任に伴い、議長に昇格する。第8・10代大東文化学院総長を務めた。昭和19年（1944年）9月13日、議長在任中に長野県軽井沢町で死去した。満69歳没。正二位旭日大綬章を追贈され、貴族院葬が行われた。墓所は谷中霊園。戒名は大観院殿信蓮社格誉嶽源恭大居士。家督は養子の頼明が継いだ。

## 盆栽趣味
盆栽を趣味としていて、熱烈な愛好家として知られていた。昭和9年（1934年）に国風盆栽会（現：日本盆栽協会の前身団体のひとつ）を設立し初代会長に就任。日本で最も歴史のある盆栽の品評会である国風盆栽展（国風展）の設立と開催に寄与した人物でもある。また盆栽の中でも小鉢の品を集めて棚飾りの妙を演出する小品盆栽という境地を開いた先駆者であることでも知られている。

## 栄典
- 1900年（明治33年）10月2日 - 従五位[5]
- 1904年（明治37年）10月10日 - 正五位[6]
- 1905年（明治38年）6月27日 - 銀杯一個[7]
- 1909年（明治42年）
  - 4月13日 - 木杯一組[8]
  - 10月20日 - 従四位[9]
- 1910年（明治43年）3月16日 - 金杯一組[10]
- 1912年（大正元年）
  - 8月1日 - 韓国併合記念章[11]
  - 8月22日 - 銀杯一個[12]
- 1913年（大正2年）4月4日 - 銀杯一個[13]
- 1914年（大正3年）11月18日 - 銀杯一個[14]
- 1915年（大正4年）
  - 7月29日 - 銀杯一個[15]
  - 10月30日 - 正四位[16]
- 1916年（大正5年）4月1日 - 勲四等瑞宝章[17]
- 1918年（大正7年）3月6日 - 銀杯一組[18]
- 1920年（大正9年）
  - 1月28日 - 銀杯一組[19]・銀杯一個[20]
  - 11月1日 - 金杯一個[21]
  - 11月22日 - 紺綬褒章[22]
- 1921年（大正10年）7月1日 - 第一回国勢調査記念章[23]
- 1922年（大正11年）11月10日 - 従三位[24]
- 1924年（大正13年）5月31日 - 勲三等瑞宝章[25]
- 1929年（昭和4年）
  - 2月16日 - 紺綬褒章飾版・銀杯一個[26]
  - 6月19日 - 紺綬褒章飾版[27]
- 1930年（昭和5年）11月15日 - 正三位[28]
- 1931年（昭和6年）
  - 5月1日 - 帝都復興記念章[29]
  - 12月10日 - 紺綬褒章飾版[30]
  - 12月12日 - 紺綬褒章飾版[31]
- 1934年（昭和9年）4月29日 - 勲二等瑞宝章[32]
- 1939年（昭和14年）12月1日 - 従二位[33]
- 1940年（昭和15年）
  - 8月15日 - 紀元二千六百年祝典記念章[34]
  - 11月29日 - 銀杯一個[35]
- 1941年（昭和16年）
  - 4月20日 - 紺綬褒章飾版[36]
  - 5月9日 - 勲一等瑞宝章[37]
- 1942年（昭和17年）
  - 9月9日 - 紺綬褒章飾版[38]
  - 12月26日 - 紺綬褒章飾版[39]
- 1943年（昭和18年）1月15日 - 御紋附木盃[40]
- 1944年（昭和19年）9月13日 - 正二位旭日大綬章[41]

外国勲章佩用允許
- 1907年（明治40年）7月1日 - 大韓帝国：勲一等八卦章[42]
- 1927年（昭和2年）
  - 3月22日 - ローマ法王庁：サンシルベストル勲章グランクロア[43]
  - 4月19日 - ローマ法王庁：千九百二十五年聖年祭記念布教博覧会功労章[44]
- 1934年（昭和9年）3月1日 - 満洲帝国：建国功労章[45]
- 1935年（昭和10年）9月21日 - 満洲帝国：満洲帝国皇帝訪日紀念章[46]
- 1941年（昭和16年）12月9日 - 満洲帝国：建国神廟創建紀念章[47]

## 家族
- 父：松平頼聰（讃岐国高松藩第11代藩主）
- 母：松平千代子（井伊直弼の次女）
- 兄：徳川義礼（徳川慶勝の養子、尾張徳川家第18代当主）
- 弟：松平胖（海軍大佐）
- 妻：松平昭子（徳川昭武の長女）
  - 養子：松平頼明（弟・胖の長男、高松松平家第13代当主）
- 妾：玉井鈴（東京府人・玉井幸太の養女）[48]
  - 庶子：松平貞雄（分家）
  - 庶子：玉井正（鈴の養子）
  - 庶子：玉井清（鈴の養子）
  - 庶子：玉井隆（鈴の養子）